# Marienhof (Gemeinde Spillern)
Marienhof ist ein in der Gemeinde Spillern liegender Gutshof, 30 Kilometer westlich von Wien, unweit der Burg Kreuzenstein.

## Geschichte
Das Grundstück wurde ursprünglich „Josephinenhof“ genannt und befand sich im Besitz des Freiherrn von Rothschild. Ein zweigeschoßiger schlossartiger Bau wurde 1856 errichtet und um dieses ein „englischer Garten“ angelegt. Im Jahre 1861 kam der „Josephinenhof“ durch Kauf an den Wiener Ingenieur Franz Kreuter, der ihn 1886 an den k.u.k. Husaren-Oberleutnant Alexander Prinz zu Solms-Brennerfels weiterverkaufte. Noch im selben Jahr ging das Eigentum an Maria und Georg Schröder über, die am 22. Februar 1887 die Umbenennung in „Marienhof“ veranlassten. Im Jahre 1895 wurde der „Marienhof“ von dem k.u.k Rittmeister Arthur Traenkel und seiner Frau Therese (geb. Baronin von Hasenauer) erworben, weshalb der Hügel oberhalb des Hauptgebäudes noch heute „Traenklersitz“ genannt wird. 1906 kaufte Theodor Prinz Ypsilanti den Marienhof und gestaltete ihn zu einem bekannten Gestüthof aus. Für Trainingszwecke wurde sogar eine Traberrennbahn von 800 Meter Länge eingerichtet. In diesem Zustand übernahm 1922 die mit dem k.u.k. Rittmeister Eduard Staerz verheiratete Paula Hilgenreiner, geb. Suida, den „Marienhof“. Ende des Zweiten Weltkriegs wurde das Hauptgebäude von sowjetischem Militär bewohnt und weitgehend zugrunde gerichtet. Im Jahre 1954 erwarb der Fabrikant Gustav Harmer das Anwesen und renovierte das Hauptgebäude. Heute befindet sich auf dem Gelände wieder ein Gestüt.

## Persönlichkeiten
- Heinrich Hilgenreiner (1870–1953), Chirurg, verbrachte hier seinen Lebensabend